# Comitato Olimpico dello Zimbabwe
Il Comitato Olimpico Zimbabwese (noto anche come Zimbabwe Olympic Committee in inglese) è un'organizzazione sportiva zimbabwese, nata come Comitato Olimpico della Rhodesia Meridionale nel 1934 a Salisbury, Rhodesia Meridionale.
Rappresenta questa nazione presso il Comitato Olimpico Internazionale (CIO) dal 1980 ed ha lo scopo di curare l'organizzazione ed il potenziamento dello sport in Zimbabwe e, in particolare, la preparazione degli atleti zimbabwani, per consentire loro la partecipazione ai Giochi olimpici. L'organizzazione è, inoltre, membro dell'Associazione dei Comitati Olimpici Nazionali d'Africa.
L'attuale presidente dell'associazione è Admire Masenda, mentre la carica di segretario generale è occupata da Robert Mutsauki.